# 高橋里枝
高橋 里枝（たかはし りえ、11月20日 - ）は、日本の女性声優。賢プロダクション所属。東京都出身。

## 略歴
小学生の時に『オズの魔法使い』のブリキの役を演じて以来演劇少女となり、小中高と演劇部に所属。
20歳の時から10年以上インプロを続けており、数多くのインプロ舞台にも出演している。
スクールデュオ7期生。

## 人物
はまっていることはUFOキャッチャーとメダルゲーム。UFOキャッチャーの得意分野はゴムチューブ系である。
好きな食べ物はラーメン、パスタといった炭水化物とお菓子（グミ）。

## 出演

### テレビアニメ
2009年
- かなめも（同級生B）

2010年
- GIANT KILLING（ママ）
- 伝説の勇者の伝説（団子店の女）
- ひめチェン!おとぎちっくアイドル リルぷりっ（レイラ叔母姉）

2011年
- THE IDOLM@STER（おばあちゃん、おばさまA）
- 世界一初恋2（おばさん）
- べるぜバブ（アクババ、男鹿母、主婦D、肉屋のおばちゃん、ママC）

2012年
- Another（沼田峯子）
- クイーンズブレイド リベリオン（主婦）
- しろくまカフェ（おばちゃん）
- スマイルプリキュア!（緑川とも子）
- ZETMAN（女）

2014年
- パックワールド（グロビュール先生、食堂のおばさん）

2018年
- 新幹線変形ロボ シンカリオン（大門山ミスズ）

2021年
- SK∞ エスケーエイト（伯母）

2024年
- オーイ!とんぼ（2024年 - 2025年、畑）

### 劇場アニメ
2012年
- 映画 スマイルプリキュア! 絵本の中はみんなチグハグ!（キジ）
- 映画かいけつゾロリ だ・だ･だいぼうけん!
- ストライクウィッチーズ 劇場版
- マジック・ツリーハウス（女子）

2018年
- 若おかみは小学生!（フレンズのママ）

### OVA
- クイーンズブレイド 美しき闘士たち（2010年、やり手婆）
- べるぜバブ 〜拾った赤ちゃんは大魔王!?〜（2010年、男鹿の母） - ジャンプスーパーアニメツアー上映作品

### Webアニメ
- しーちゃんのごちそう（2022年、お母ちゃん）
- PLUTO（2023年、ミネ）

### ゲーム
- エーデルブルーメ（2008年）
- 海辺DEリーチ！DS（2008年）
- ゼルダの伝説　大地の汽笛（2009年、シャリン）
- 倭人異聞録 〜あさき、ゆめみし〜（2012年、光代さん[3]）
- ポケモンマスターズEX（2023年 - 2024年、アロエ[4]）

### 吹き替え

#### 映画
- 新しい人生のはじめかた
- 運命のボタン
- ザ・マペッツ
- ジュリエットからの手紙
- シンデレラ（料理人[5]）
- スマーフ
- ゼア・ウィル・ビー・ブラッド
- センター・オブ・ジ・アース2 神秘の島
- 孫文の義士団（ファン・ホン〈クリス・リー〉）
- バービー（弁護士バービー〈シャロン・ルーニー〉[6]）
- パーフェクト・ゲッタウェイ
- バトルシップ
- ハムナプトラ3 呪われた皇帝の秘宝 ※フジテレビ版
- ビーグル犬シャイロ3
- ビバリーヒルズ・チワワ2
- 白夜行 -白い闇の中を歩く-（ミスク）
- プラネット・テラー in グラインドハウス
- Mr.&Mrs. スミス ※テレビ朝日版
- メモリー・キーパーの娘（ルビー）
- ものすごくうるさくて、ありえないほど近い（マリス・ブラック）
- リミットレス
- ローン・レンジャー（カイ）
- わが教え子、ヒトラー（ヤーコプ）
- ワンダーウーマン（エッタ〈ルーシー・デイヴィス〉[7]）

#### ドラマ
- iCarly
- 倚天屠龍記（衛四娘、易三娘）
- インジャスティス 〜法と正義の間で〜
- WITHOUT A TRACE/FBI 失踪者を追え!
- ギルモア・ガールズ
- コールドケース6
- CSI:10 科学捜査班
- CSI:ニューヨーク5
- 孫子兵法
- NIKITA / ニキータ
- ハーパーズ・アイランド 惨劇の島（マギー・クレル）
- FARGO/ファーゴ（モリー・ソルヴァーソン）
- プリズン・ブレイク
- 弁護士イーライのふしぎな日常
- ムーンナイト
- ローマ警察殺人課アウレリオ・ゼン 3つの事件
- 私はラブ・リーガル

#### アニメ
- あぁ、レイモンド!（レイモンドのママ、校長先生）
- アバター 伝説の少年アン
- おかしなガムボール（ロブ、キャリー、サシ、ティナ、ミス・シーミアン）
- カーズ2
- スポンジ・ボブ（カレン・プランクトン、パフ先生、パール・カーニ　他）※シーズン9以降
  - スポンジ・ボブ 海のみんなが世界を救Woo!（カレン）
  - スポンジ・ボブ: スポンジ・オン・ザ・ラン（カレン、パフ先生）
  - サンディ・チークスのビキニタウン救出大作戦（パフ先生）
- 放課後エージェント!オーサム

### ラジオドラマ
- VOMIC 悪魔とラブソング

### 舞台
- スマイルプリキュア! ミュージカルショー（母ハサミ）